# IRTニューロッツ線
IRTニューロッツ線 (IRTニューロッツせん、IRT New Lots Line)、またはリヴォニア・アベニュー線 (リヴォニア・アベニューせん、Livonia Avenue Line):129は、ニューヨーク市地下鉄Aディビジョンに属する地下鉄路線である。ニューヨーク市のブルックリン区に位置し、クラウン・ハイツのクラウン・ハイツ-ユーティカ・アベニュー駅からイーストニューヨークのニューロッツ・アベニュー駅までを運行している。

## 歴史

### 開業
この路線は、デュアル・コントラクトの一環として建設された。この地域の土地は地下水位のすぐ上に位置しており、結果として地下に鉄道を建設することは不可能なくらい高くつくだろうとされたため、高架構造で建設された。
1919年末に、鋼製柱を建てる契約をしていた請負業者が倒産したため、リヴォニア・アベニュー線の建設工事は中断した。1919年中に、ニューヨーク市はヘゲマン・アベニュー、ローレンス・アベニュー、エルトン・ストリート、リンウッド・ストリートで囲まれる土地を買収した。1920年にここに車両基地を建設する契約が結ばれた。
ユーティカ・アベニュー駅とジュニアス・ストリート駅の間の最初の区間が1920年11月20日に開業し、シャトル列車の運行が始まった。さらに1駅東へペンシルベニア・アベニュー駅まで1920年12月24日に開通した。この時点では、南行きのプラットホームのみが使用されていた:129。1921年にヴァン・シックレン・アベニュー駅とニューロッツ・アベニュー駅の駅の工事が実質的に完了したが、そこに至る線路、信号扱所、空気圧縮機室が使用可能になるまで列車が走れなかったため、駅は開業しなかった:129-130。1922年6月19日から工事が開始され、1922年10月16日からペンシルバニア・アベニュー駅とニューロッツ・アベニュー駅の間でシャトル列車の運行が開始された。北行の単線の上で2両編成の列車が運行されていた。
リヴォニア車両基地への軌道敷設契約の工事は1922年5月18日に開始され、7月18日に完了した。この車両基地は検修施設とともに建設され、250両分の収容能力があった。すべての工事は1922年12月31日に完成し、1923年7月28日から運用を開始した。1924年10月31日から、ニューロッツ線の通し運行が開始された。

### 拡張計画
1951年3月1日にニューヨーク市交通委員会は、高架構造上の中央で未使用となっている路盤を利用して、ユーティカ・アベニュー駅とニューロッツ・アベニュー駅の間に3番目の線路を敷設する技術的検討を行うと発表した。
1968年には、提案されていたプログラム・フォー・アクションの一環として、イーストニューヨークにあるIRTニューロッツ線を、南へリヴォニアヤードを経由しフラットランズ・アベニューへと伸ばし、フラットランズ・アベニューとリンウッド・ストリートの位置に建設する新しいターミナルまで延長することになっていた。この路線は地上を走る予定で、当時発展しつつあったスプリングクリークの交通事情を改善するはずであった。この延長計画は、1200万ドルを要する見込みであった。

### 運行系統変更
2系統と3系統の列車は南側の終点が何度か入れ替わってきたが、1983年7月10日から2系統はフラットブッシュ・アベニュー-ブルックリン・カレッジ駅、3系統はニューロッツ・アベニュー駅が終点となり、以降は現在まで維持されている。この運行系統の入替の目的は、3系統の列車が容易にリヴォニア車両基地に入場できるようにするためであった。4系統の列車は1946年12月20日から運行されており、5系統は1938年と1950年の2回に分けてニューロッツ線での運行が行われるようになった。

## 運行系統と範囲
以下の系統がIRTニューロッツ線の一部または全部を走行している。
|            | 時間帯     | 時間帯   | 時間帯   |
| ラッシュ時 | 日中・夜間 | 深夜     |          |
| ---------- | ---------- | -------- | -------- |
|            | 一部運行   | 運行なし | 運行なし |
|            | 運行       | 運行     | 運行なし |
|            | 一部運行   | 運行なし | 運行     |
|            | 一部運行   | 運行なし | 運行なし |

IRTニューロッツ線は、深夜以外の常時3系統が走っており、深夜は4系統が代わりに運行される。2系統と5系統は、本来の終点であるIRTノストランド・アベニュー線のフラットブッシュ・アベニュー-ブルックリン・カレッジ駅の容量の問題があるため、ラッシュ時の一部の列車がIRTニューロッツ線で運行される。

### 経路概要

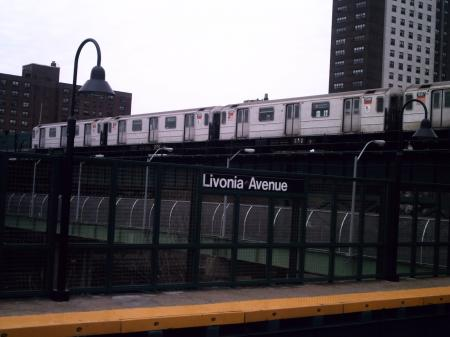
BMTカナーシー線の上を交差する区間

IRTニューロッツ線は、IRTのブルックリンにおける区間としては唯一高架構造になっている。路線は、クラウンハイツのクラウン・ハイツ-ユーティカ・アベニュー駅のすぐ東で、IRTイースタン・パークウェイ線から分岐して始まる。リンカーン・テラス・パークの東側の端に沿って走って南東部でトンネルから顔を出し、イーストニューヨーク・アベニューに架かる橋を通って、東98丁目の上を走り、この区間には1駅のみがある。リヴォニア・アベニューとの交差点まで達すると、路線はリヴォニア・アベニューの上に入り、残りのほとんどをリヴォニア・アベニューに沿って走る。ジュニアス・ストリート駅を過ぎてすぐに、リヴォニア・アベニューはジュニアス・ストリートとヴァン・シンデリン・アベニューの間にあるロングアイランド鉄道ベイリッジ支線とリンデン工場で分断されている。ヴァン・シンデリン・アベニューの脇にはやはり高架線のBMTカナーシー線が通っているが、ニューロッツ線の下をくぐっている。この路線の終点はニューロッツ・アベニュー駅であるが、リヴォニア・アベニューの東端にあって駅名の由来となっているニューロッツ・アベニューより実際には2ブロック西にある。ニューロッツ線はニューロッツ・アベニュー、そしてエルトン・ストリートを渡り、南へ曲がってリヴォニア車両基地で終わる。将来、ニューロッツ・アベニュー駅から高架でリンウッド・アベニューまで延長する構想がある。
ニューロッツ線には、中央部に将来3番目の線路を敷設する構想として建設された、未使用の路盤がある:2389。各駅の改札階の上部には、枕木は敷設されているがレールは敷設されていない。一部の場所では、機械室や信号機器室として使われているところもある。中央の線路はジュニアス・ストリート駅にのみ存在しており、そのまま南行線と平面交差した上でリンデン工場へと通じている。この非電化の線路は、ニューヨーク市地下鉄がアメリカ合衆国の全国鉄道網に通じている2か所のうちの1か所で、もう1か所はBMTウェスト・エンド線とニューヨーク・コネクティング鉄道が接続されている場所である。リンデン工場はロングアイランド鉄道につながっており、そこから全国鉄道網につながっている。

## 駅一覧
| 凡例                               | 凡例               |
| ---------------------------------- | ------------------ |
| Stops all times except late nights | 深夜を除き終日停車 |
| Stops late nights only             | 深夜のみ停車       |
| Stops rush hours only              | ラッシュ時のみ停車 |
| 時間帯詳細                         |                    |

| 所在地 （おおよその位置）                                  | バリアフリー・アクセス                                     | 駅                                                         | 停車列車                                                   | 開業日                                                     | 乗換・備考                                                 |
| IRTイースタン・パークウェイ線の緩行線から始まる (2 3 4 5 ) | IRTイースタン・パークウェイ線の緩行線から始まる (2 3 4 5 ) | IRTイースタン・パークウェイ線の緩行線から始まる (2 3 4 5 ) | IRTイースタン・パークウェイ線の緩行線から始まる (2 3 4 5 ) | IRTイースタン・パークウェイ線の緩行線から始まる (2 3 4 5 ) | IRTイースタン・パークウェイ線の緩行線から始まる (2 3 4 5 ) |
| ---------------------------------------------------------- | ---------------------------------------------------------- | ---------------------------------------------------------- | ---------------------------------------------------------- | ---------------------------------------------------------- | ---------------------------------------------------------- |
| ブラウンズビル                                             |                                                            | サッター・アベニュー-ラトランド・ロード駅                  | 2 3 4 5                                                    | 1920年11月22日:2390                                        | ジョン・F・ケネディ国際空港方面行きバスB15系統             |
| ブラウンズビル                                             |                                                            | サラトガ・アベニュー駅                                     | 2 3 4 5                                                    | 1920年11月22日:2390                                        |                                                            |
| ブラウンズビル                                             |                                                            | ロッカウェイ・アベニュー駅                                 | 2 3 4 5                                                    | 1920年11月22日:2390                                        |                                                            |
| ブラウンズビル                                             |                                                            | ジュニアス・ストリート駅                                   | 2 3 4 5                                                    | 1920年11月22日:2390                                        |                                                            |
| リンデン工場への接続線（非電化）                           |                                                            |                                                            |                                                            |                                                            |                                                            |
| イーストニューヨーク                                       |                                                            | ペンシルベニア・アベニュー駅                               | 2 3 4 5                                                    | 1920年12月24日:2390                                        |                                                            |
| イーストニューヨーク                                       |                                                            | ヴァン・シックレン・アベニュー駅                           | 2 3 4 5                                                    | 1922年10月16日                                             |                                                            |
| イーストニューヨーク                                       |                                                            | ニューロッツ・アベニュー駅                                 | 2 3 4 5                                                    | 1922年10月16日                                             | ジョン・F・ケネディ国際空港方面行きバスB15系統             |
| イーストニューヨーク                                       | 全系統終点                                                 |                                                            |                                                            |                                                            |                                                            |
| イーストニューヨーク                                       | リヴォニア車両基地への接続線                               |                                                            |                                                            |                                                            |                                                            |